# تراموا دسوا
تراموا دسوا (آلمانی: Straßenbahnnetz Dessau) سیستم تراموا در شهر دسوا-رسلا، آلمان است.
این تراموا که در سال ۱۸۹۴ تأسیس شده دارای ۳ خط، ۳۲ ایستگاه و ۱۲٫۵ کیلومتر طول می‌باشد.

## نگارخانه

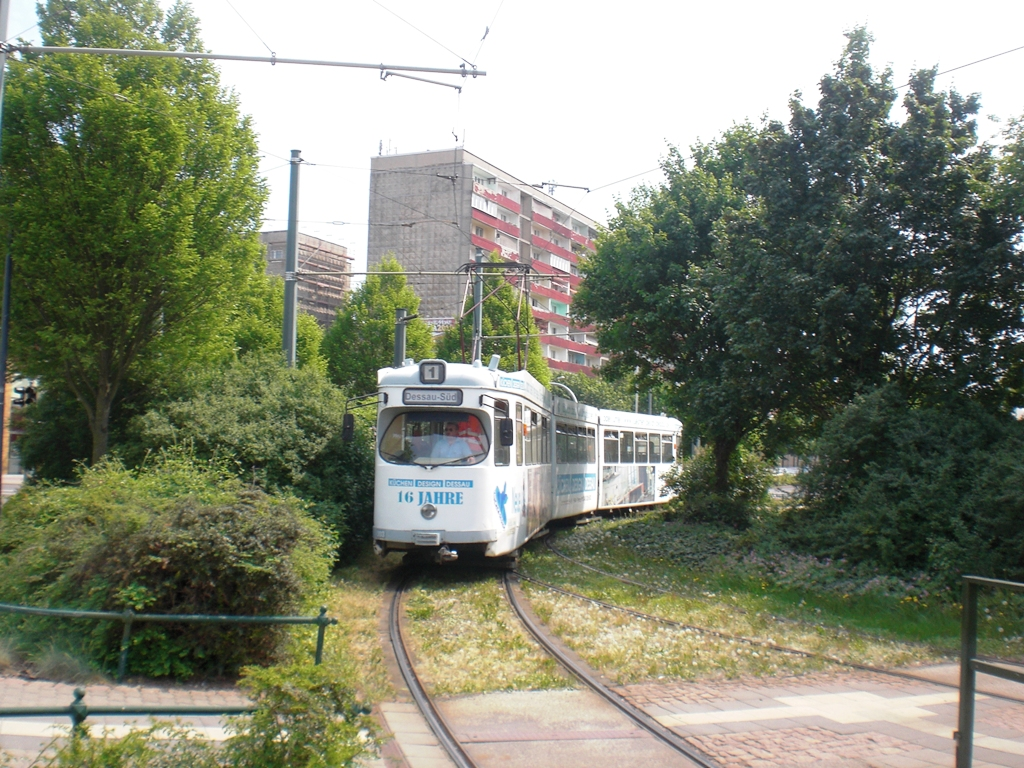
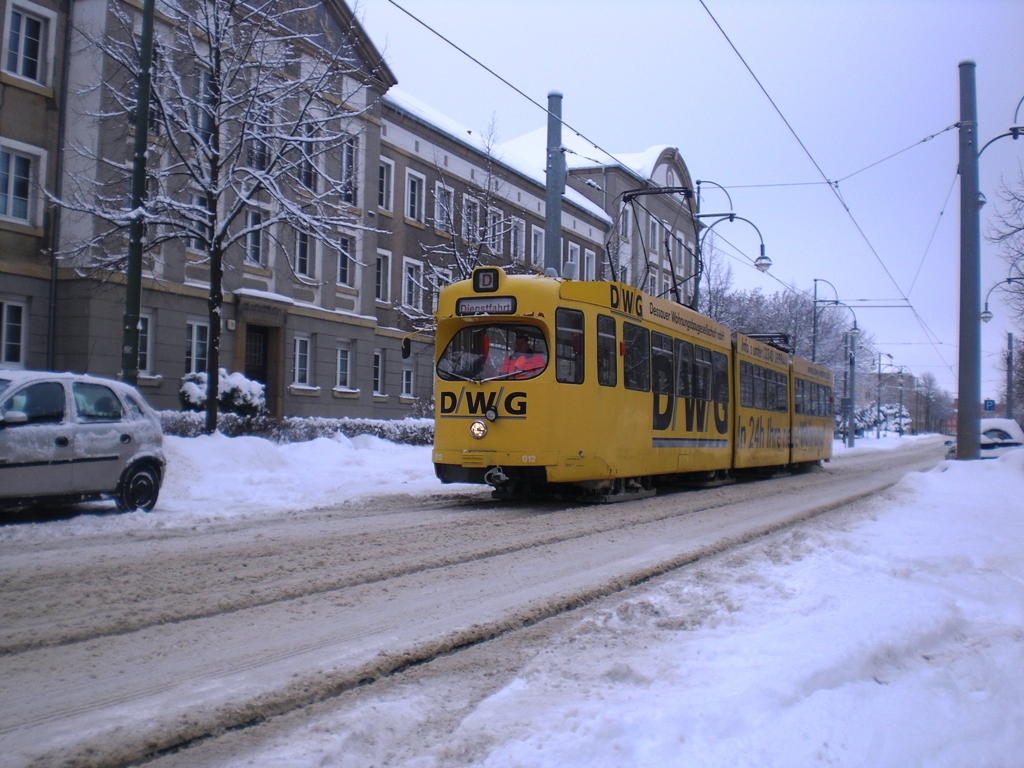
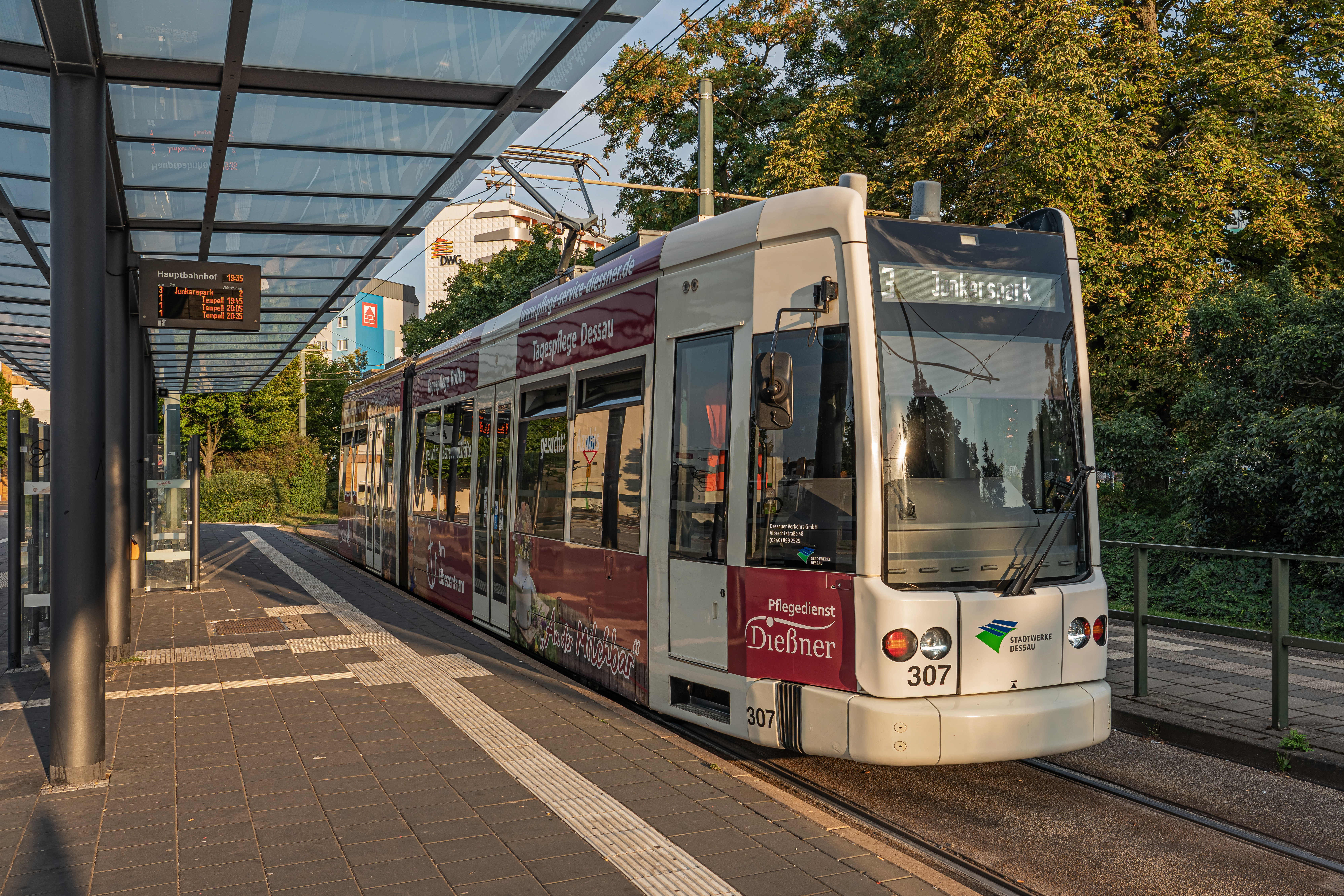
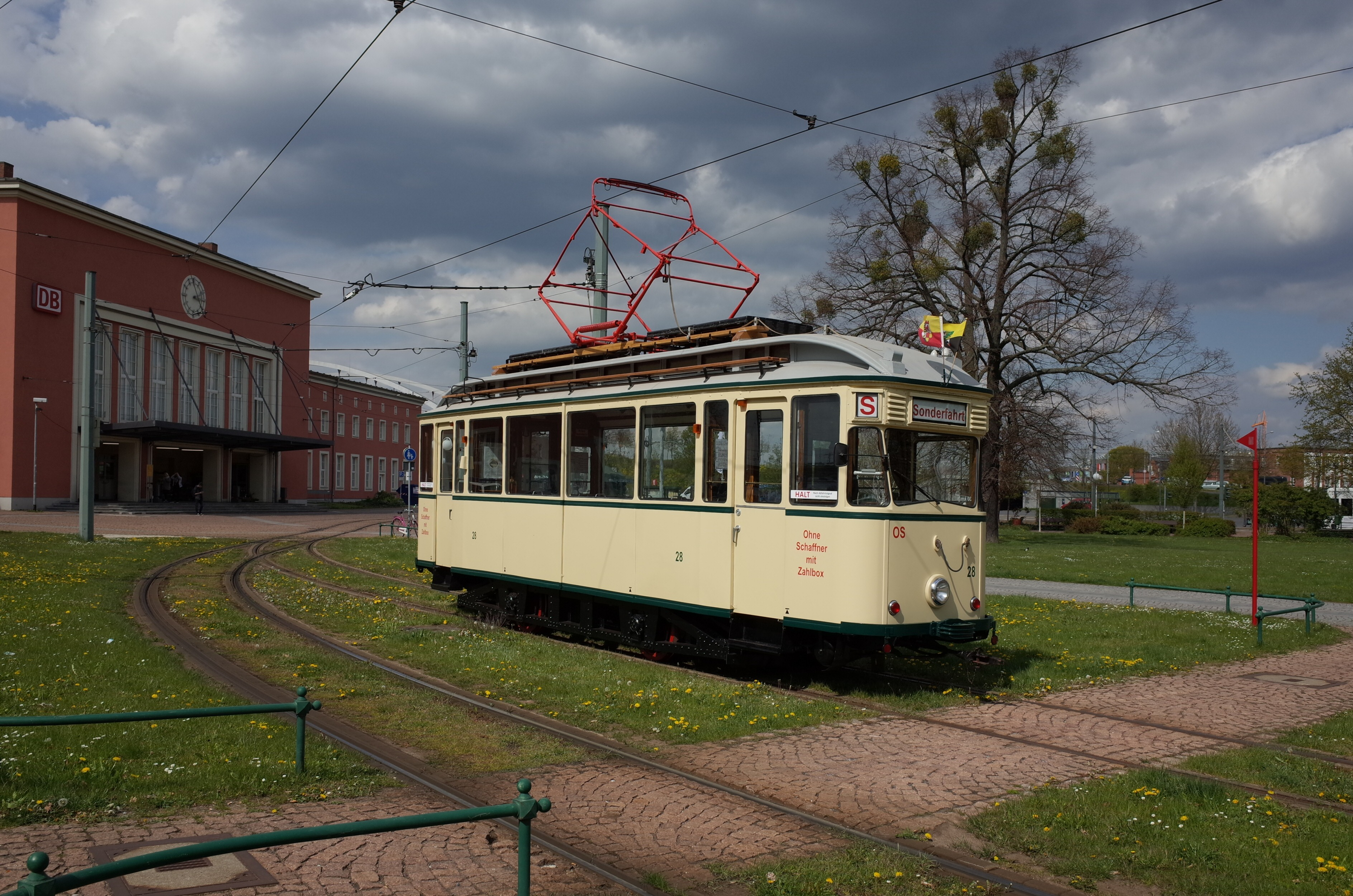